# Endangered Species (Big Pun)
Endangered Species è un album di raccolta del rapper statunitense Big Pun, pubblicato postumo nel 2001.

## Tracce
1. Intro – 0:15
2. You Ain't A Killer – 3:52
3. Twinz (Deep Cover '98) (con Fat Joe)
4. Whatcha Gon Da – 3:07
5. How We Roll (featuring Ashanti) – 3:34
6. Still Not a Player (featuring Joe) – 3:58
7. Off the Books (featuring Cuban Link) – 2:48
8. Words from Nore (featuring Noreaga) – 0:52
9. Banned from T.V. (featuring Noreaga, Cam'ron, Jadakiss, Nature & Styles P) – 4:19
10. Mamma (featuring Tony Sunshine) – 4:16
11. The Beat Box – 0:14
12. Brave in the Heart (featuring Terror Squad) – 3:56
13. The Dream Shatterer (Original Version) – 3:19
14. Words with Fat Joe (interpretato da Fat Joe) – 0:37
15. John Blaze (featuring Jadakiss, Nas, Raekwon & Fat Joe) – 4:06
16. My World – 3:29
17. Pina Colada (featuring Sheek Louch) – 4:09
18. Top of the World (Remix) (featuring Brandy) – 3:48
19. Livin' La Vida Loca (Remix) (featuring Ricky Martin, Cuban Link & Fat Joe) – 2:43
20. Fire Water (featuring Armageddon, Raekwon & Fat Joe) – 4:15
21. Drop it Heavy / Fantastic 4
22. Freestyle (featuring Remy Martin) – 1:33
23. Wishful Thinking (featuring B-Real, Fat Joe & Kool G Rap) – 4:00
24. How We Roll '98 (featuring Amanda Rios, Chris Rios & Vanessa Rios) – 4:07